# Cneo Cornelio Escipión Calvo
Cneo Cornelio Escipión Calvo (en latín, Gnaeus Cornelius Scipio Calvus; m. 211 a. C.) fue un general y  político romano, hijo de Lucio Cornelio Escipión y hermano de Publio Cornelio Escipión. 

## Biografía
Sirvió como cónsul en el año 222 a. C., con Marco Claudio Marcelo. Junto a su compañero, llevó la guerra contra los ínsubros.
Luchó durante ocho años en Hispania durante la segunda guerra púnica, como legado de su hermano Publio.
Junto a su hermano Publio, venció a las tropas de Asdrúbal Barca en la Dertosa (215 a. C.). Después de una exitosa campaña en la zona de la actual Cataluña y al sur del Ebro, sufrió la defección de sus auxiliares hispanos huyendo y siendo alcanzado por las tropas cartaginesas junto a la ciudad de Ilorci (211 a. C.), según se cree hoy cerca del nacimiento del río Betis (actual río Guadalquivir). Allí, refugiado con sus tropas de más confianza dentro de una torre, fueron todos quemados vivos (razón por la que Plinio se refería al lugar como "la pira de Escipión"). Hoy se piensa que el lugar fue en realidad el monte Cabezo de la Jara, situado en el término municipal de Puerto Lumbreras (Murcia), o más probablemente Orcera (Jaén).

## Véase también

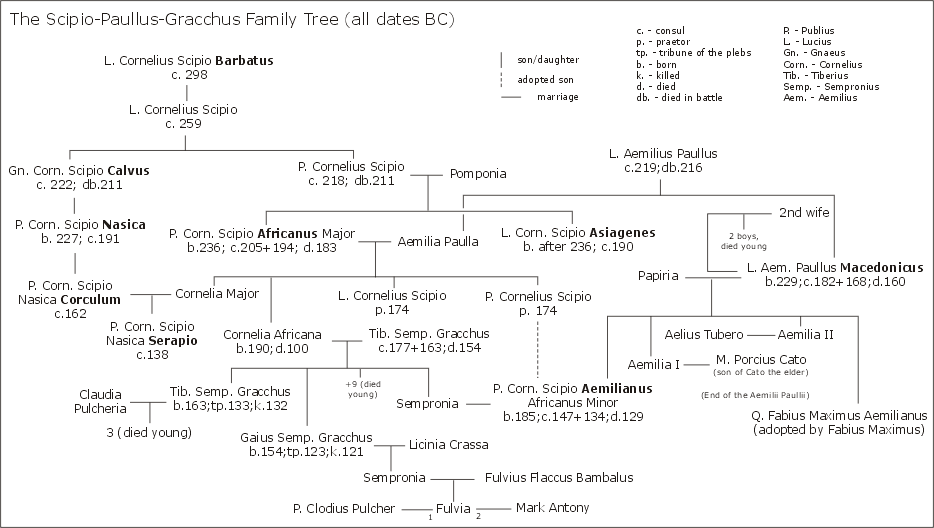
Genealogía de los Escipiones